# Commer
Commer est une commune française, située dans le département de la Mayenne en région Pays de la Loire, peuplée de 1 289 habitants (les Commérois).
La commune fait partie de la province historique du Maine, et se situe dans le Bas-Maine.

## Géographie

### Communes limitrophes
| Contest                       | Moulay                                      | Belgeard                           |
| Contest, Martigné-sur-Mayenne | Commer                                      | Belgeard, Montourtier              |
| Martigné-sur-Mayenne          | Martigné-sur-Mayenne, La Bazouge-des-Alleux | Montourtier, La Bazouge-des-Alleux |

### Climat
Pour des articles plus généraux, voir Climat des Pays de la Loire et Climat de la Mayenne.
En 2010, le climat de la commune est de type climat océanique altéré, selon une étude du CNRS s'appuyant sur une série de données couvrant la période 1971-2000. En 2020, Météo-France publie une typologie des climats de la France métropolitaine dans laquelle la commune est exposée à un climat océanique et est dans la région climatique  Moyenne vallée de la Loire, caractérisée par une bonne insolation (1 850 h/an) et un été peu pluvieux. 
Pour la période 1971-2000, la température annuelle moyenne est de 10,7 °C, avec une amplitude thermique annuelle de 13,8 °C. Le cumul annuel moyen de précipitations est de 812 mm, avec 12,6 jours de précipitations en janvier et 7,3 jours en juillet. Pour la période 1991-2020, la température moyenne annuelle observée sur la station météorologique de Météo-France la plus proche, sur la commune de Mayenne à 7 km à vol d'oiseau, est de 11,7 °C et le cumul annuel moyen de précipitations est de 849,9 mm,. Pour l'avenir, les paramètres climatiques de la commune estimés pour 2050 selon différents scénarios d'émission de gaz à effet de serre sont consultables sur un site dédié publié par Météo-France en novembre 2022.

## Urbanisme

### Typologie
Au 1er janvier 2024, Commer est catégorisée bourg rural, selon la nouvelle grille communale de densité à sept niveaux définie par l'Insee en 2022.
Elle est située hors unité urbaine. Par ailleurs la commune fait partie de l'aire d'attraction de Mayenne, dont elle est une commune de la couronne,. Cette aire, qui regroupe 27 communes, est catégorisée dans les aires de moins de 50 000 habitants,.

### Occupation des sols
L'occupation des sols de la commune, telle qu'elle ressort de la base de données européenne d’occupation biophysique des sols Corine Land Cover (CLC), est marquée par l'importance des territoires agricoles (94 % en 2018), en diminution par rapport à 1990 (95,1 %). La répartition détaillée en 2018 est la suivante : 
terres arables (48,6 %), prairies (42,9 %), forêts (3,9 %), zones agricoles hétérogènes (2,4 %), zones urbanisées (2,2 %). L'évolution de l’occupation des sols de la commune et de ses infrastructures peut être observée sur les différentes représentations cartographiques du territoire : la carte de Cassini (XVIIIe siècle), la carte d'état-major (1820-1866) et les cartes ou photos aériennes de l'IGN pour la période actuelle (1950 à aujourd'hui).

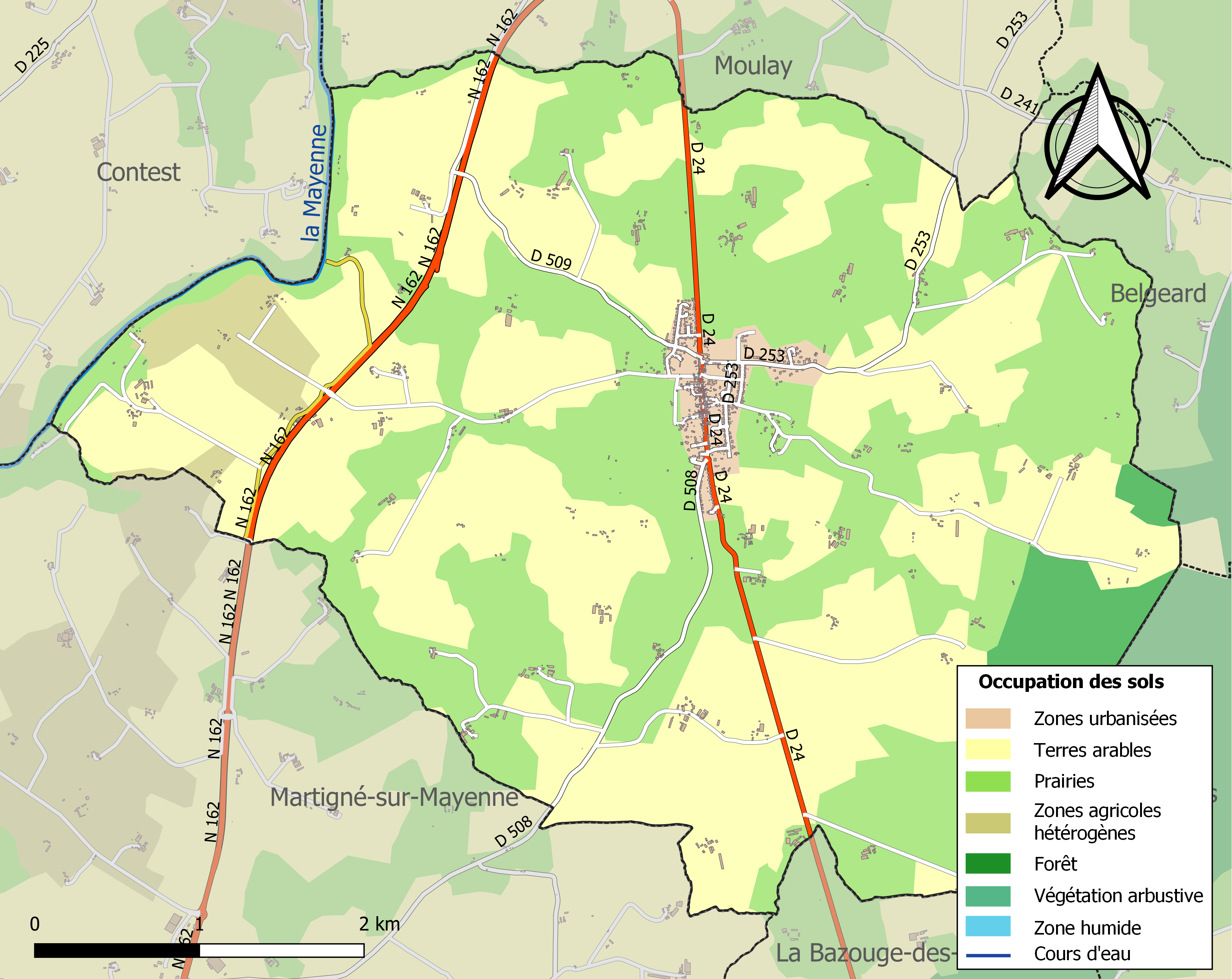
Carte des infrastructures et de l'occupation des sols de la commune en 2018 (CLC).

## Toponymie
Le nom de la localité est attesté sous les formes Commetas en 643 , Cometias en 989,  Cometio en 1063, Comeciis en 1120, Comes en 1202. La date et l'origine de la dénomination de la commune ne sont pas connues avec précision. Le premier nom de la villa  pourrait être Commitiae dont le premier maitre gaulois s'appelait Commius ou être issu d'un homme gallo-romain Commitius.

## Politique et administration

### Administration municipale
Le conseil municipal est composé de quinze membres dont le maire et quatre adjoints.

## Population et société

### Démographie
L'évolution du nombre d'habitants est connue à travers les recensements de la population effectués dans la commune depuis 1793. Pour les communes de moins de 10 000 habitants, une enquête de recensement portant sur toute la population est réalisée tous les cinq ans, les populations de référence des années intermédiaires étant quant à elles estimées par interpolation ou extrapolation. Pour la commune, le premier recensement exhaustif entrant dans le cadre du nouveau dispositif a été réalisé en 2005.
En 2022, la commune comptait 1 289 habitants, en évolution de +7,06 % par rapport à 2016 (Mayenne : −0,73 %, France hors Mayotte : +2,11 %).
Commer a compté jusqu'à 1 581 habitants en 1861.
| 1793  | 1800  | 1806  | 1821  | 1831  | 1836  | 1841  | 1846  | 1851  |
| ----- | ----- | ----- | ----- | ----- | ----- | ----- | ----- | ----- |
| 1 331 | 1 023 | 1 445 | 1 523 | 1 392 | 1 483 | 1 460 | 1 519 | 1 466 |

| 1856  | 1861  | 1866  | 1872  | 1876  | 1881  | 1886  | 1891  | 1896  |
| ----- | ----- | ----- | ----- | ----- | ----- | ----- | ----- | ----- |
| 1 472 | 1 581 | 1 507 | 1 470 | 1 453 | 1 400 | 1 378 | 1 355 | 1 274 |

| 1901  | 1906  | 1911  | 1921 | 1926 | 1931 | 1936 | 1946 | 1954 |
| ----- | ----- | ----- | ---- | ---- | ---- | ---- | ---- | ---- |
| 1 214 | 1 118 | 1 031 | 915  | 853  | 790  | 780  | 763  | 745  |

| 1962 | 1968 | 1975 | 1982 | 1990 | 1999  | 2005  | 2006  | 2010  |
| ---- | ---- | ---- | ---- | ---- | ----- | ----- | ----- | ----- |
| 675  | 622  | 608  | 799  | 987  | 1 091 | 1 145 | 1 150 | 1 240 |

| 2015  | 2020  | 2022  | - | - | - | - | - | - |
| ----- | ----- | ----- | - | - | - | - | - | - |
| 1 212 | 1 279 | 1 289 | - | - | - | - | - | - |

### Sports
L'Étoile bleue de Commer fait évoluer deux équipes de football en divisions de district. Le club dispose également d'une section tennis de table et fait évoluer trois équipes au niveau départemental.

## Culture locale et patrimoine

### Lieux et monuments

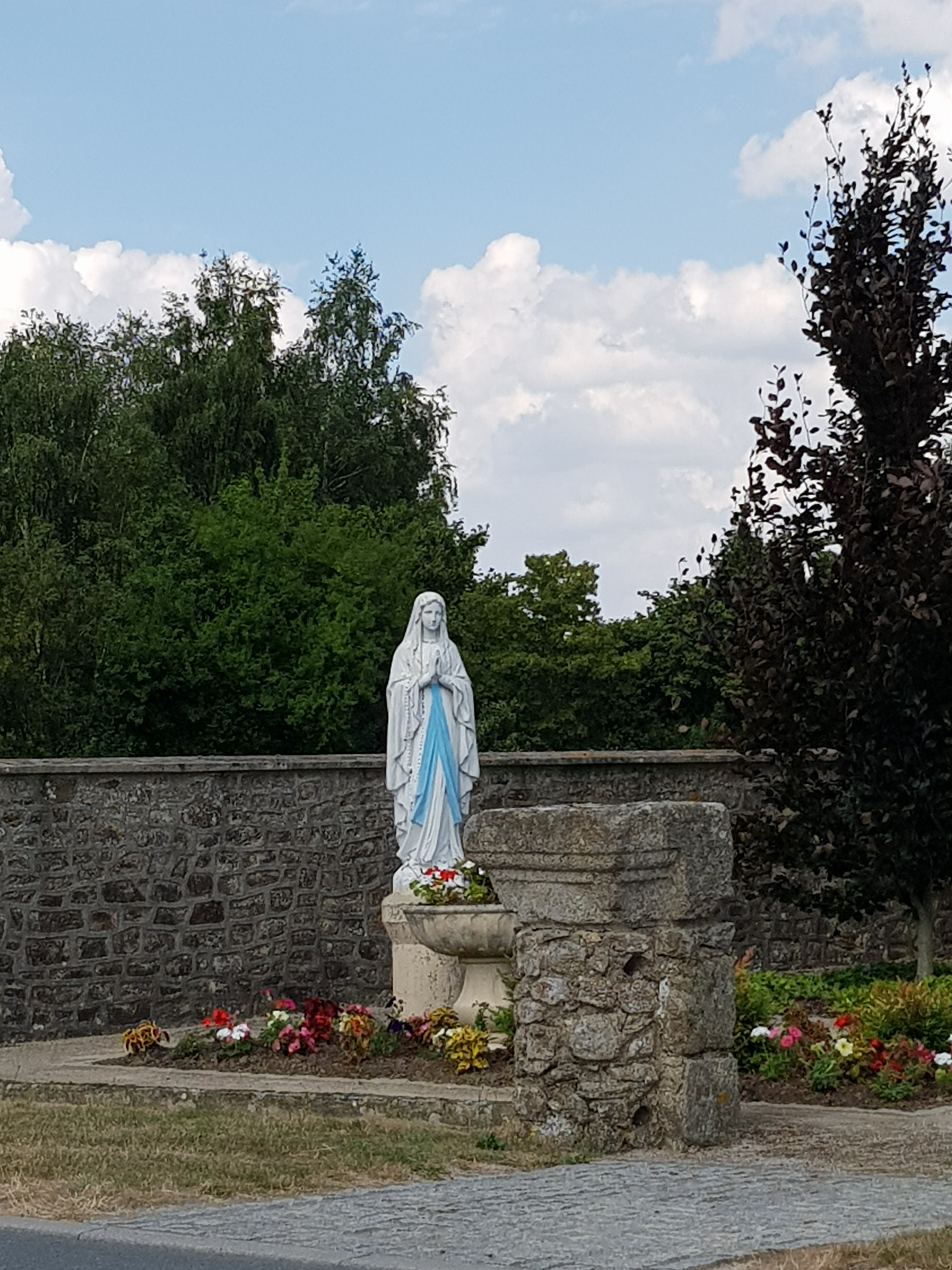
Statue de Notre-Dame de Lourdes.

- Église Notre-Dame-de-l'Assomption, du XIXe siècle.
- Château de la Bouche (XXe).
- Château de la Cour (XIXe).
- Statue de Notre-Dame de Lourdes.
- Roseraie de la Cour de Commer

### Personnalités liées à la commune
- Max Ferré (né en 1904 à Commer), écrivain.
- Colette Kreder (née en 1934 à Commer), entrepreneuse et féministe.

### Héraldique
| Blason de Commer | Blason  | Parti ondé : Au 1 de la première moitié d’un écu d’or, à un lion d’azur, armé et lampassé de gueules ; au 2 de la deuxième moitié d’un écu de gueules, à un lion couronné d’or ; Aux lettres onciales A et M en chef, de l’un dans l’autre. |
| Blason de Commer | Détails | Le parti ondé indique la présence de plusieurs cours d’eau dont la Mayenne qui limite la partie ouest de la commune. La partie or et le lion d’azur proviennent des armes de la famille de Couesmes, seigneur de Commer jusqu’en 1420 où il dut l’aliéner aux Anglais pour payer sa rançon, ayant été capturé à la bataille de Pontlieue un an avant. La reprise intégrale des armes de famille étant interdite pour les municipalités, il suffit d’en emprunter un ou plusieurs éléments. La partie gueules et le lion couronné d’or proviennent des armes de la famille de Montéclers qui repris la seigneurie aux anglais vers 1450. La remarque concernant l’usage des armes de famille est valable ici aussi. Les lettres A et M, pour Ave Maria, sont l’un des symboles de Marie la sainte patronne de la paroisse sous le vocable de l’Assomption. Les ornements sont deux gerbes de blé d'or, mises en sautoir par la pointe et liées d’azur afin d’honorer l’activité agricole. Le listel d'argent porte le nom de la commune en lettres majuscules de sable. La couronne de tours dit que l’écu est celui d’une commune ; elle n’a rien à voir avec des fortifications. Le statut officiel du blason reste à déterminer. |